# Messinska stolnica
Stolnica presvete Marije vnebovzete (Basilica Cattedrale protometropolitana di Santa Maria Assunta) v Messini je stolnica nadškofije Messina-Lipari-Santa Lucia del Mela, posvečena Devici Mariji.

## Zgodovina
Stolnico v Messini je 22. septembra 1197 posvetil nadškof Berardo v prisotnosti cesarja Henrika VI. in njegove žene Konstance, hčerke normanskega kralja Rogerja II. Sicilskega. V zgodovini je bila večkrat uničena in obnovljena, tako da od prvotne zgradbe ni ostalo skorajda nič.
Prvotni strop je bil leta 1254 uničen v požaru. Telo nedavno preminulega kralja Konrada IV. Hohenstaufena, ki je bilo položeno v cerkvi, je bilo žrtev tega požara.
V potresih 1783 in 1908 je bila s porušitvijo zidov uničena celotna notranjost. Po potresu leta 1783 je bil porušen zvonik, na dve stranski apsidi ob koru pa sta bila pritrjena dva neogotska stolpa. Po potresu leta 1908 je bila stolnica med leti 1919 in 1923 obnovljena v srednjeveškem slogu. Leta 1933 so ob stolnici zgradili samostoječ zvonik.
V noči na 13. junij 1943 je bila Messina bombardirana in stolnica je spet popolnoma zgorela. Prostostoječemu zvoniku pa je bilo prizaneseno. Stolnica je bila ponovno odprta avgusta 1947, papež Pij XII. jo je spet posvetil in počastil z naslovom manjše bazilike (basilica minor). Kot začasna stolnica je do novega posvečenja služila cerkev Santissimo Salvatore.

## Zunanjost
Stolnica je zgrajena v obliki bazilike nad tlorisom latinskega križa. Glavna ladja je dolga 92 metrov in široka 30,5 metra, širina transepta je 39,6 metra. Višina ladje doseže 25 metrov, višina transepta celo 39,5 metra.
Zunanjost stolnice prikazuje mešanico gotskih in normanskih slogovnih elementov.
Gotski glavni portal je iz 14. do 16. stoletja. Vitki stebri na obeh straneh uokvirjajo pediment, ki prikazuje Kristusa, ki krona Marijo v nebesih. Kip Marije na prestolu z otrokom sedi nad preklado. Sami stebri nosijo različne figure svetnikov, kot npr. Peter in Paul, avtorja Giovani Battista Mazzolo.

## Notranjost
Notranjost stolnice je razdeljena na tri ladje. Tri ladje so med seboj ločene z dvema vrstama po 13 stebrov s korintskimi kapiteli. Na kapitelih počivajo polkrožni loki, ki podpirajo zidove glavne ladje. Poslikan lesen strop, ki je bil na novo postavljen med obnovo, je oblikovan po vzoru prvotnega stropa.
Večina notranjosti je rekonstrukcija iz 20. stoletja, le nekaj delov je originalnih.
Zakramentna kapela je v desni stranski apsidi. Njen mozaični okras iz 14. stoletja je še vedno izviren. Mozaik desne apside je bil rekonstruiran po sledovih, mozaik glavne apside pa na podlagi izvirnika.
Podobe apostolov stojijo v nišah na stenah stranske ladje. Od kipov, ki so bili prvotno ustvarjeni v času renesanse, še vedno obstaja le kip Janeza Krstnika Antonella Gaginija v prvotnem stanju; ostali so bili uničeni leta 1943.
V transeptu je nagrobna plošča nadškofa Richarda Palmerja.
- Glavna ladja
- Prezbiterij
- Stranska ladja
- Poslikan strop iz lesenih tramov
- Apsida
- Orgle

### Orgle
Orgle je leta 1948 zgradil orglar Tamburini (Crema) kot nadomestek za inštrument istega graditelja orgel iz leta 1930, ki ga je leta 1943 uničila bomba. Orgle so ene največjih v Italiji. Instrument ima 169 registrov (približno 16.000 cevi) na petih manualih in pedalu. Posamezni deli so postavljeni na različnih mestih v stolnici. Echoerk (V. manual) je na zahodnem delu, drugi so razdeljeni po koru in transeptu. Igralna miza je v transeptu.

## Zvonik
Zvonik, na novo zgrajen leta 1933 v srednjeveškem slogu, je visok 48 m in v njem je mehanična ura, ki jo je v imenu nadškofa Angela Paina okoli leta 1933 zgradilo podjetje Ungerer iz Strasbourga.
Na južni strani stolpa, obrnjenega proti fasadi stolnice, astronomska ura prikazuje položaj planetov v zodiaku, koledarska ura prikazuje datum, kroglasta lunina ura pa lunine faze.
Na zahodni strani stolpa, ki gleda na Stolni trg, so prikazani zgodovinski in verski dogodki, povezani z Messino. Prizori se sprožijo vsak dan ob 12. uri. Dve ženski Dina in Clarenza, ki sta v času sicilskih večernic opozorili mesto, sta z zvonjenjem zvonov opozorila mesto na prihod vojakov Karla Anžujskega. Spodaj je upodobljen prizor, v katerem angel dostavi pismo naše Gospe predstavnikom Messine. Nadaljnji prizori so verski prazniki Božič, Trije kralji, Velika noč in Binkošti, svetišče Montalto, štiri človekove dobe (otroštvo, mladost, odraslost in starost) vsake četrt ure in dneve v tednu. Struktura je okronana z zlatim levom, ki vihra z zastavo.
Stolnica ima največji zvon na Siciliji in drugi največji zvon v Italiji.

## Zakladnica
V zakladnici stolnice v Messini, postavljeni na južni strani stolnice, je bogata zbirka umetniških del. Najbolj dragocena je Manta d’oro iz leta 1668, delo florentinskega umetnika Innocenza Manganija.